# Concert voor cello en orkest (Cerha)
Het Concert voor cello en orkest van de Oostenrijkse componist Friedrich Cerha uit 1996, beleefde in datzelfde jaar haar première tijdens de Berliner Festspielen en werd uitgevoerd door Heinrich Schiff met het Berliner Philharmoniker onder leiding van Michael Gielen. In deze compositie heeft de cello meer de positie van het belangrijkste instrument uit het orkest dan dat het een positie als solo-instrument tegenover  het orkest inneemt.
Voor het Festival Wien Modern in 1989 ontving Cerha een opdracht van Schiff voor een celloconcert. Dat werd uiteindelijke een eendelig werk: Fantasiestuk op C's manier. De C verwijst in eerste instantie naar Jacques Callot, de Franse zestiende-eeuwse etser van militaire, satirische of morbide taferelen. Maar meer nog staat de C voor de achternaam van de componist. In 1996 volgden dan de twee buitendelen om het als "Concerto voor cello en orkest" te vervolmaken. De delen worden overigens gewoon deel 1, 2 en 3 genoemd. Wat opvalt is dat de twee buitendelen veel moderner klinken dan het middendeel, terwijl het tijdsverschil tussen componeren slechts zeven jaar is. De twee toegevoegde delen maken met het nodige slagwerk een tumultueuze indruk, en vergen zowel wat virtuositeit als energie betreft het nodige van de cellist. Het rustiger tweede deel, de oorspronkelijke compositie dus, geeft hem de gelegenheid zijn sensitiviteit in de meer intieme passages tot uiting te laten komen. De slotmaten zijn zeer apart; het concert eindigt met solopercussie.

## Bron en discografie
- Uitgave ECM Records 1887: solist Heinrich Schiff, Nederlands Radio Kamer Orkest onder leiding van Peter Eötvös. De uitgave gaat gepaard met de Kamersymfonie van Franz Schreker.